# A1 Team Mexico
Het A1 Team Mexico was een Mexicaans raceteam dat deelneemt aan de A1 Grand Prix. Eigenaar van het team was Julio Jauregui Saad, ook eigenaar van Escuderia del Mediterraneo dat het team runde.
Het team behaalde in het eerste seizoen van de A1 Grand Prix haar beste resultaten, door twee races te winnen. Beide races waren op het Amerikaanse circuit Laguna Seca en werden gewonnen door Salvador Durán. Het tweede seizoen behaald het team de beste resultaat in het kampioenschap, een tiende plaats.

## Coureurs
De volgende coureurs hebben gereden voor Mexico, met tussen haakjes het aantal races.
- Salvador Durán (44, waarvan 2 overwinningen)
- Davíd Garza Pérez (14)
- David Martínez (6)
- Michel Jourdain Jr. (4)
- Sergio Pérez (2)
- Juan Pablo García (2)
- Luis Díaz (2)
- Jorge Goeters (2)